# Crassimarginatella kumatae
Crassimarginatella kumatae är en mossdjursart som först beskrevs av Okada 1923.  Crassimarginatella kumatae ingår i släktet Crassimarginatella och familjen Calloporidae. Inga underarter finns listade i Catalogue of Life.